# Anisopogoneae
- Commons
- Wikispecies

Anisopogoneae é uma tribo da subfamília Stipoideae.

## Gêneros
- Anisopogon